# VIII secolo
L'VIII secolo (ottavo secolo) è il secolo che inizia nell'anno 701 e termina nell'anno 800 incluso.

## Avvenimenti

### Europa
- Massima espansione in Occidente dell'impero arabo musulmano
- Nascita dei ducati
- Affermazione del sistema feudale: nascono i primi castelli
- Si diffonde la venerazione delle reliquie
- Leone III Isaurico, imperatore bizantino, appoggia l'insorgere dell'iconoclastia
- Carlo Martello sconfigge gli Arabi nella battaglia di Poitiers
- Viene confezionata la Donazione di Costantino a sostegno del potere temporale dei papi
- La campagna di Carlo Magno in Italia porta alla sconfitta del re longobardo Desiderio. L'Italia è in mano ai Franchi
- Incoronazione di Carlo Magno (800) da parte del papa Leone III. Nasce il Sacro Romano Impero
- La Spagna è in mano agli Arabi

### Asia
- Nara capitale del Giappone
- Colombo occupata dai musulmani
- Invenzione dei fuochi d'artificio in Cina

## Personaggi significativi
- Carlo Martello
- Carlo Magno (742 - Aquisgrana, 814), re dei Franchi (768 - 814) e imperatore d'occidente.
- Leone III Isaurico, Imperatore di Bisanzio.
- Astolfo, re longobardo in accordo con il papa.
- Eginardo e Rabano Mauro, dotti della corte carolingia.
- Desiderio, ultimo re longobardo, sconfitto da Carlo Magno
- Papa Leone III, denuncia la corruzione della chiesa e incorona Carlo Magno
- Irene, imperatrice bizantina oppositrice dell'iconoclastia

## Invenzioni, scoperte, innovazioni
- Gli Arabi inventori dell'astrolabio, dell'algebra e della trigonometria
- Rivoluzione nella scrittura: ai caratteri onciali si sostituiscono i caratteri carolini, così chiamati perché in uso alla corte carolingia.
- Inizia la fabbricazione della carta da parte degli arabi e in Cina viene stampato il primo giornale.
- Nascita della scuola propriamente detta presso la corte di Carlo Magno